# 5505 Rundetaarn
5505 Rundetaarn è un asteroide della fascia principale. Scoperto nel 1986, presenta un'orbita caratterizzata da un semiasse maggiore pari a 2,8753277 au e da un'eccentricità di 0,1415200, inclinata di 11,02931° rispetto all'eclittica.
L'asteroide è dedicato alla Rundetårn di Copenaghen.